# Magyar tollaslabda-csapatbajnokok listája
A Magyar Tollaslabda Csapatbajnokság győztesei
| Év        | Egyesület                        | Csapat tagjai |
| --------- | -------------------------------- | --- |
| 2011/2012 | Multi Alarm SE                   | Csiszér Levente, Dubicz Máté, Elek Marcell, Károlyi Ákos, Németh András, Pádár Pál, Rasidi Arif, Szatzker Márton, Tóth Henrik, Fekete Sára, Horváth Zsófia, Sárosi Laura, Sárosi Réka, Zsolt Eszter, Ulitina Maria                                           |
| 2010/2011 | Multi Alarm SE                   | Budisantoso Daryono, Dubicz Máté, Károlyi Ákos, Németh András, Pádár Pál, Tóth Henrik, Szatzker Márton, Xingquaio Feng, Fekete Sára, Horváth Zsófia, Sárosi Laura, Setiani Hanny, Zsolt Eszter                                                               |
| 2009/2010 | Hajdú Gabona Debreceni TC-DSC-SI | Boros Balázs, Kmetty Sándor, Krausz Gergely, Tóth Henrik, Varga Ákos, Vislóczki György, Zavada Vladimir, Gonda Daniella, Gondáné Fórián Csilla, Czifra Zsuzsa, Varga Orsolya                                                                                 |
| 2008/2009 | Multi Alarm SE, Pécs             | Budisantoso Daryono, Dubicz Máté, Károlyi Ákos, Németh András, Sárosi Dávid, Szatzker Márton, Fekete Sára, Horváth Zsófia, Sárosi Laura, Setiani Hanny, Zsolt Eszter                                                                                         |
| 2007/2008 | Hajdú Gabona Debreceni TC-DSI    | Boros Balázs, Kapitány Péter, Kaposi Attila, Tóth Henrik, Varga Ákos, Vislóczki György, Czifra Zsuzsa, Fórián Csilla, Kispál Mónika, Varga Orsolya |
| 2006/2007 | Hajdú Gabona Debreceni TC-DSI    | Boros Balázs, Kapitány Péter, Kaposi Attila, Károlyi Ákos, Tóth Henrik, Varga Ákos, Czifra Zsuzsa, Fórián Csilla, Hegedűs Zsanett, Hüse Renáta, Kispál Mónika, Varga Orsolya                                                                                 |
| 2005/2006 | Hajdú Gabona Debreceni TC-DSI    | Boros Balázs, Kapitány Péter, Kaposi Attila, Károlyi Ákos, Tóth Henrik, Tóth Viktor, Varga Ákos, Czifra Zsuzsa, Gondáné Fórián Csilla, Hegedűs Zsanett, Hüse Renáta, Kispál Mónika, Kovács Zsófia, Varga Orsolya                                             |
| 2004/2005 | Hajdú Gabona Debreceni TC-DSI    | Csiszér Levente, Károlyi Ákos, Kaposi Attila, Tóth Henrik, Bánhidi Richárd, Kapitány Péter, Tóth Viktor, Varga Ákos, Boros Balázs, Gondáné Fórián Csilla, Kovács Zsuzsa, Czifra Zsuzsa, Kovács Zsófia, Varga Orsolya                                         |
| 2003/2004 | Hajdú Gabona Debreceni TC-DSI    | Csiszér Levente, Károlyi Ákos, Kaposi Attila, Tóth Henrik, Bánhidi Richárd, Kapitány Péter, Cséti Viktor, Varga Ákos, Boros Balázs, Fórián Csilla, Kovács Zsuzsa, Czifra Zsuzsa, Kovács Zsófia, Varga Orsolya, Karácsony Kinga, Hegedűs Zsanett, Hüse Renáta |
| 2002/2003 | Hajdú Gabona Debreceni TC-DSI    | Csiszér Levente, Károlyi Ákos, Kaposi Attila, Tóth Henrik, Tóth Teofil, Kapitány Péter, Fórián Csilla, Kovács Zsuzsa, Czifra Zsuzsa, Kovács Zsófia, Varga Orsolya, Karácsony Kinga                                                                           |
| 2001/2002 | Hajdú Gabona Debreceni TC-DSI    | Csiszér Levente, Károlyi Ákos, Kaposi Attila, Tóth Henrik, Hodos Tamás, Tóth Teofil, Bánhidi Richárd, Fórián Csilla, Kovács Zsuzsa, Czifra Zsuzsa, Kovács Zsófia, Varga Orsolya                                                                              |
| 2000/2001 | Hajdú Gabona Debreceni TC-DSI    | Mario Carulla, Csiszér Levente, Tóth Henrik, Károlyi Ákos, Hodos Tamás, Tóth Teofil, Kaposi Attila, Bánhidi Richárd, Fórián Csilla, Kocsis Orsolya, Kovács Zsuzsa, Kovács Zsófia, Batár Zita                                                                 |
| 1999/2000 | Hajdú Gabona Debreceni TC-DSI    | Bánhidi Richard, Csiszér Levente, Hodos Tamás, Károlyi Ákos, Tóth Teofil, Kaposi Attila, Tóth Henrik, Fórián Csilla, Batár Zita, Karácsony Kinga, Kovács Zsuzsa                                                                                              |
| 1998/1999 | Hajdú Gabona Debreceni TC-DSI    | Csiszér Levente, Cséti Viktor, Bánhidi Richárd, Károlyi Ákos, Hodos Tamás, Karika Attila, Kerekes András, Tóth Teofil, Fórián Csilla, Batár Zita, Kocsis Orsolya, Kocsis Andrea                                                                              |
| 1997/1998 | Debreceni TC SE                  | Bánhidi Richard, Csiszér Levente, Karika Attila, Cséti Viktor, Károlyi Ákos, Hodos Tamás, Fórián Csilla, Karácsony Kinga, Kocsis Adrienn, Batár Zita |
| 1996/1997 | Debreceni TC SE                  | Bánhidi Richard, Csiszér Levente, Karika Attila, Cséti Viktor, Károlyi Ákos, Hodos Tamás, Papp Gábor, Szőke Gyula, Fórián Csilla, Karácsony Kinga, Kocsis Adrienn, Batár Zita, Kocsis Andrea, Tóth Zsófia                                                    |
| 1995/1996 | Honvéd Zrínyi SE                 | Kocsis Zsolt, dr. Szalai Gyula, Vörös György, Goetter Antal, Sinka András, Szikra Csaba, Menczel Norbert, Keszthelyi Melinda, Ódor Andrea, Dakó Andrea, Horváth Hajnalka, Krajcsovicz Bernadett, Menczel Bettina                                             |
| 1994/1995 | Debreceni Kinizsi SE             | Bánhidi Richard, Károlyi Ákos, Karika Attila, Kiss Zoltán, Tan Hu, Hodos Tamás, Szőke Gyula, Papp Gábor, Kocsis Adrienn, Fórián Csilla, Karácsony Kinga, Benczik Szilvia, Batár Zita                                                                         |
| 1993/1994 | Debreceni Kinizsi SE             | Bánhidi Richard, Repko Szergej, Hodos Tamás, Karika Attila, Cséti Viktor, Károlyi Ákos, Tan Hu, Fórián Csilla, Karácsony Kinga, Kocsis Adrienn, Vizer Viola, Litvinyenko Tatjana, Benczik Szilvia, Dankai Judit                                              |
| 1992/1993 | Debreceni Kinizsi SE             | Bánhidi Richard, Karika Attila, Károlyi Ákos, Hodos Tamás, Tan Hu, Fórián Csilla, Karácsony Kinga, Kocsis Adrienn |
| 1991/1992 | Debreceni Kinizsi SE             | Bánhidi Richard, Karika Attila, Károlyi Ákos, Hodos Tamás, Tan Hu, Papp Gábor, Siska Zsolt, Cséti Viktor, Fórián Csilla, Karácsony Kinga, Kocsis Adrienn, Vizer Viola, Ábrahám Rea                                                                           |
| 1990/1991 | Debreceni Kinizsi SE             | Bánhidi Richard, Fábián Zsolt, Hódos Tamás, Papp Gábor, Siska Zsolt, Károlyi Ákos, Kiss Zoltán, Fórián Csilla, Karácsony Kinga, Kocsis Adrienn, Vízer Viola, Ábrahám Rea                                                                                     |
| 1990      | NYVSC                            | Gebhard Tamás, Petrovits Gábor, Kiss Csaba, Pintér Csaba, Harsági Andrea, Gönczi Andrea, Vargáné Cserni Éva, Kovács Zsuzsa |
| 1989      | Honvéd Zrínyi SE                 | Vörös György, Herling János, Béleczki Csaba, Kocsis Zsolt, Szalai Gyula, Vigh Ildikó, Fejes Judit, Dudics Júlia, Horváth Hajnalka, Csákány Bea |
| 1988      | Honvéd Zrínyi SE                 | Vörös György, Herling János, Béleczki Csaba, Kocsis Zsolt, Szalai Gyula, Vigh Ildikó, Fejes Judit, Dudics Júlia |
| 1987      | NYVSSC                           | Petrovits Gábor, Kiss Csaba, Andita Suparmadi, Arsena Supermadi, Borka György, Vargáné Cserni Éva, Harsági Andrea, Gönczi Andrea, Losonczky Gizella, Keul Andrea                                                                                             |
| 1986      | Honvéd Zrínyi SE                 | Vörös György, Jankovich Béla, Németh Gábor, Herling János, Vigh Ildikó, Fejes Judit, Magyar Ágnes |
| 1985      | Honvéd Zrínyi SE                 | Vörös György, Jankovich Béla, Rolek Ferenc, Rakonczai László, Németh Gábor, Vigh Ildikó, Fejes Judit, Diószegi Zsuzsa |
| 1984      | Honvéd Zrínyi SE                 | Vörös György, Jankovich Béla, Rolek Ferenc, Rakonczai László, Pinke Tibor, Vigh Ildikó, Fejes Judit, Magyar Ágnes |
| 1983      | Honvéd Zrínyi SE                 | Vörös György, Jankovich Béla, Rolek Ferenc, Rakonczai László, Pinke Tibor, Vigh Ildikó, Fejes Judit, Magyar Ágnes |
| 1982      | Honvéd Kilián FSE                | Englert István, Papp József, Bozsó József, Ocskó László, Németh Erzsébet, Kovács Zsuzsa, Businé Szilassy Emőke |
| 1981      | Honvéd Zrínyi SE                 | Vörös György, Jankovich Béla, Rolek Ferenc, Rakonczai László, Bánkuti Jenő, Pinke Tibor, Vigh Ildikó, Diószegi Zsuzsa, Gindert Erzsébet |
| 1980      | Honvéd Kilián FSE                | Englert István, Papp József, Kazinczy Károly, Németh Erzsébet, Pozsik Éva, Szilassy Emőke, Molnár Éva |
| 1979      | FÖKERT SE                        | Papp József, Cserni János, Rammer László, Petrovits Gábor, Borka György, Vargáné Cserni Éva, Pozsik Éva, Agárdi Katalin, Tholt Zsófia |
| 1970      | BHSC                             | Cserni János, Szulyovszky Tamás, Berendi József, Rammer László, Rekettye Lajos, Cserni Éva, Gyulay Zsuzsa, Asztalos Erzsébet |
| 1969      | Bp.Petôfi SC                     | Jászonyi Ferenc, Rázsó Pál, Rázsó György, Rolek Ferenc, Merényi Ákos, Pálfia András, Cserni Éva, Jászonyi Katalin, Kolossay Hajnalka |
| 1968      | Bp.Petôfi SC                     | Rázsó Pál, Jászonyi Ferenc, Rázsó György, Steffler Miklós, Merényi Ákos, Cserni Éva, Jászonyi Katalin, Wolf Erzsébet |
| 1967      | Bp.Petôfi SC                     | Cserni János, Rázsó Pál, Rázsó György, Jászonyi Ferenc, Vajna Zsolt, Majerszky Péter, Jászonyi Katalin, Doba Renáta, Teleki Katalin |
| 1966      | ÉVITERV SC                       | Cserni János, Rázsó Pál, Rázsó György, Vajna Zsolt, Jászonyi Ferenc, Jászonyi Katalin, Schmitt Éva, Cserni Éva, Rázsó Györgyné, Ráduly Éva |
| 1965      | MÜM2 tanintézet SK ÉVITERV SC    | Berendi József, Richter Tibor, Torma Miklós, Rekettye Lajos, Rázsó Györgyné, Ráduly Éva, Szücs Éva, Geblusek Irén, Schmitt Éva, Jászonyi Katalin |
| 1964      | ÉVITERV SC                       | Rázsó Pál, Rázsó György, Phimprachanh Chay, Vajna Zsolt, Berendi József, Penkó Alajos; Szücs Éva, Schmitt Éva, Geblusek Irén, Berendi Józsefné |
| 1963      | BÜKSE                            | Rázsó Pál, Rázsó György, Dr. Kaszap Zsigmond, dr. Berényi József |